# جايلز مارتن
جايلز مارتن (بالإنجليزية: Giles Martin)‏ هو منتج أسطوانات وكاتب أغاني بريطاني، ولد في 9 أكتوبر 1969 في المملكة المتحدة.

## وصلات خارجية
- جايلز مارتن على موقع IMDb (الإنجليزية)
- جايلز مارتن على موقع ميوزك برينز (الإنجليزية)
- جايلز مارتن على موقع أول ميوزيك (الإنجليزية)
- جايلز مارتن على موقع ديسكوغز (الإنجليزية)
- جايلز مارتن على موقع قاعدة بيانات الفيلم (الإنجليزية)